# Зейналова, Ирада Автандиловна
Ира́да Автанди́ловна Зейна́лова (род. 20 февраля 1972, Москва) — российская журналистка, корреспондент, телеведущая, дипломат. Чрезвычайный и полномочный посол России на Маврикии с 13 сентября 2024 года.
Автор и ведущая программы «Итоги недели» (2016—2024), художественный руководитель главной редакции информационно-развлекательных программ Дирекции информации телекомпании НТВ (2016—2024). Ранее вела воскресный выпуск программы «Время» на «Первом канале» (2012—2016), а также была заведующей корреспондентскими бюро ОАО «Первый канал» в Великобритании (Лондон) и Израиле (Тель-Авив). Член Академии Российского телевидения, старшая сестра журналистки Светланы Зейналовой.

## Биография

### Ранние годы
Родилась 20 февраля 1972 года в Москве в смешанной семье: отец Автандил Исабалиевич — азербайджанец, мать Галина Алексеевна — русская. Является старшей сестрой Светланы Зейналовой (род. 1977). Отмечается, что по восприятию, воспитанию Ирада больше азербайджанка, Светлана — русская.
Училась в московской школе № 61.
В 1995 году окончила МАТИ им. К. Э. Циолковского. Специальность — инженер-технолог порошковых материалов и защитных покрытий, полученных путём высокоскоростного затвердевания расплавов. По окончании вуза проходила стажировку в США.

### Карьера на телевидении
На телевидении с 1993 года. Изначально работала редактором в программе «Вести» (РТР), а также переводчиком с английского языка. Принимала участие в строительстве студии для «Вестей» в качестве переводчика голландской бригады.
С 2000 по 2003 год — корреспондент программ «Вести» и «Вести недели». Работала в дни террористического акта на Дубровке в октябре 2002 года. Ушла с телеканала «Россия» в апреле 2003 года.
С 2003 по 2016 год работала на «Первом канале». Первоначально, с 2003 по 2007 год — корреспондент в информационных программах «Новости», «Время» и «Другие новости». Вела репортажи в день взрывов в московском метро в феврале 2004 и марте 2010 года, в дни террористического акта в Беслане в сентябре 2004 года, в дни аварии в московских энергосетях 25 мая 2005 года, а также с финального матча чемпионата мира по футболу 2006 года в Германии.
Работала на зимних Олимпийских играх 2006 года в итальянском Турине, летних Олимпийских играх 2012 года в Лондоне и на Играх в Сочи в 2014 году в составе бригад «Первого канала».
Лауреат телевизионной премии «ТЭФИ-2006» в категории «Лица» в номинации «Лучший репортер» (за цикл передач «Золотые мгновения Олимпиады»); награждена медалью ордена «За заслуги перед Отечеством» II степени (2006).
С 2007 по 2010 год — заведующая бюро ОАО «Первый канал» в Великобритании, г. Лондон. В 2010—2011 годах снова работала в Москве.
С марта 2011 по июнь 2012 года — заведующая бюро ОАО «Первый канал» в Израиле, г. Тель-Авив.
С 9 сентября 2012 по 10 июля 2016 года — ведущая воскресного выпуска телепрограммы «Время».
С 7 декабря 2012 по 6 декабря 2018 года принимала участие в ежегодных «Разговорах с Дмитрием Медведевым» (в 2012—2015 годах как журналист «Первого канала», с 2016 по 2018 года как ведущая НТВ).
В июле 2014 года участвовала в распространении фальшивки о распятом мальчике. 21 декабря того же года, Ирада Зейналова в эфире передачи «Время» заявила, что «у журналистов не было и нет доказательств этой трагедии, но это реальный рассказ реально существующей женщины, бежавшей из ада в Славянске».
18 декабря 2015 года приняла участие в приветствии сборной Мурманска в финале Высшей лиги КВН. 1 октября 2016 года была показана развлекательная программа Максима Галкина «МаксимМаксим» с её участием, что стало её последним появлением на «Первом канале».
В ноябре 2016 года стало известно, что телеведущая переходит с «Первого канала» на НТВ. С 4 декабря 2016 по 15 сентября 2024 года она вела на этом канале воскресную информационно-аналитическую программу «Итоги недели с Ирадой Зейналовой». Помимо ведения передачи в студии, Ирада Зейналова также готовила репортажи для своей программы и брала интервью у людей, имевших отношение к основным событиям недели.
21 июля 2017 года вместе с Егором Колывановым и Сергеем Малозёмовым вела программу «Недетский разговор с Владимиром Путиным».

### Карьера в качестве посла
С 13 сентября 2024 года — чрезвычайный и полномочный посол Российской Федерации на Маврикии. По словам официального представителя российского внешнеполитического ведомства Марии Захаровой, Ирада Зейналова имеет красный диплом Дипломатической академии МИД. Ещё в мае 2023 года появились слухи о возможном назначении Ирады Зейналовой послом, но тогда ведущая опровергла их. Вскоре после назначения послом России на Маврикии Ирада Зейналова объявила о завершении своей журналистской карьеры и об уходе с телеканала НТВ, на котором выходила её итоговая программа, уточнив, что 15 сентября будет последний эфир программы «Итоги недели с Ирадой Зейналовой».
15 октября 2024 года вручила верительные грамоты президенту Маврикия Притвираджсингу Ропуну.
27 декабря 2024 года президент России Владимир Путин присвоил Зейналовой ранг чрезвычайного и полномочного посланника 1 класса.

## Семья
Первый муж — журналист Алексей Самолётов, сын Тимур. Супруги развелись в октябре 2015 года, их брак продлился 20 лет.
Второй муж — Александр Евстигнеев, бывший военный корреспондент «Первого канала» (с апреля 2007 по декабрь 2017 года) и телеканала «Россия-1» (с января 2018 по август 2023 года), в дальнейшем — руководитель Российского центра науки и культуры в Аддис-Абебе (представительство Россотрудничества в Эфиопии). Свадьба состоялась 16 декабря 2016 года.
Двоюродный брат — Исабала Муса Оглы Зейналов, бывший декан юридического факультета Санкт-Петербургского государственного аграрного университета. В 2017 был арестован за взятку и осуждён на 8 лет.

## Оценки
В работе «Речевой портрет современного телеведущего (по материалам программы „Время“ с Ирадой Зейналовой)» подчёркивается, что для передачи характерна «установка на аналитичность, на выяснение причин случившегося». Ведущая активно использует профессионализмы и единицы книжной лексики, использует «игру со словом», применяет речевые клише и интертекстуальность, лаконичные и хлёсткие характеристики. Авторы на примерах доказывают, что Ирада Зейналова акцентирует важные семантические узлы материала, а для её стиля «характерны лексическая, морфологическая, словообразовательная, синтаксическая подвижность структуры языка». Выделяются такие особенности её репортажей, как вовлечённость в материал, соучастие. Авторы отмечают тенденцию на усложнение проговариваемых телеведущей словесных конструкций. По мнению авторов статьи:
Для многих имя Ирады Зейналовой ассоциируется с репортажами из «горячих» точек, проблемными районами мира, динамикой, репортёрской четкостью. Низковатый голос, специфический тембр, торопливость создают ощущение постоянной напряжённости.
Также делается вывод, что:
Зейналова успешно совмещает в рамках «Времени» работу диктора и репортёра, очень профессионально при этом, ориентируясь в новостных темах, углубляясь в тонкости различных тем, анализируя их.
В работе И. А. Мальцевой «Приёмы психологического воздействия СМИ на телеаудиторию посредством выпуском новостей» Ирада Зейналова перечисляется среди современных российских журналистов, которые наиболее эффективно апеллируют к эмоциям своего зрителя (трое других, по мнению автора, это Сергей Брилёв, Пётр Толстой и Вадим Такменёв). Автор отмечает, что Ирада Зейналова применяет в своих репортажах активную жестикуляцию и «быстрое говорение в эфире, которое нравится не всем зрителям», причём отсутствие пауз затрудняет восприятие её репортажей и делает подачу материала агрессивной. В то же время автор отмечает достоинства телеведущей:
У неё собственный, неповторимый и уникальный стиль. Несмотря на быстрый темп её речи, она строит её четко, понятно и лаконично, старается в своих сюжетах или комментариях затронуть бытовые проблемы зрителя.
В работе кандидата политических наук Н. С. Виноградовой «Образ России в российском телеэфире (исследование 2017—2019 гг.)», посвящённой особенностям формирования образа России в эфире телепередач, автор, обращаясь к работе Ирады Зейналовой, делает вывод, что:
В основе передач Ирады Зейналовой лежит фактологическая подача информации, носящая нейтральный характер, при этом в эфире представлено множество комментариев западных экспертов с отрицательной трактовкой политики России в основном в отношении украинского конфликта, сирийского конфликта, международных отношений ЕС, США и России и антироссийских санкций.

## Санкции
24 июня 2021 года внесена в санкционный список Украины за «пропагандистскую деятельность в интересах путинского режима».

## Награды
- Медаль ордена «За заслуги перед Отечеством» I степени (22 апреля 2014 года) — «за высокий профессионализм и объективность в освещении событий в Республике Крым» (указ о награждении не был обнародован)[64][65].
- Медаль ордена «За заслуги перед Отечеством» II степени (27 ноября 2006 года) — «за большой вклад в развитие отечественного телерадиовещания и многолетнюю плодотворную деятельность»[66].
- Благодарность Президента Российской Федерации (10 июля 2023 года) — за заслуги в развитии средств массовой информации и многолетнюю добросовестную работу[67].
- Премия «Золотое перо России» (2018)[68].
- Премия Правительства Российской Федерации в области средств массовой информации (17 декабря 2021 года) — за вклад в развитие отечественного телерадиовещания и многолетнюю плодотворную деятельность[69].